# Colin Forbes (rugbysta)
Colin Forbes (ur. 16 sierpnia 1932 w Brisbane, zm. 25 lipca 2021) – australijski rugbysta grający na pozycji filara młyna, reprezentant kraju.
Uczęszczał do St Joseph's College, Gregory Terrace, a podczas nauki występował w szkolnej drużynie rugby, choć nie w pierwszym zespole. Związany był z Brothers Rugby Club, gdzie grał w seniorskich rozgrywkach jeszcze jako nastolatek. Spośród 88 występów w jego barwach 72 miało miejsce w pierwszym zespole, a największym sukcesem w tym okresie był triumf w rozgrywkach Queensland Premier Rugby w roku 1951, a także analogiczny w zespole rezerw rok wcześniej. Dla stanu Queensland wystąpił natomiast piętnastokrotnie, w tym trzykrotnie przeciwko reprezentacjom narodowym.
Solidne występy w międzystanowych potyczkach spowodowały, iż w roku 1952 otrzymał pierwsze powołanie do australijskiej reprezentacji, z którą udał się na tournée do Nowej Zelandii, gdzie wystąpił w trzech spotkaniach, choć w żadnym z testmeczów. Rok później udał się na wyprawę do Południowej Afryki, gdzie otrzymał szansę debiutu po zmianach wprowadzonych przez selekcjonerów po wysokiej porażce w pierwszym meczu międzynarodowym. Australijczycy zadali wówczas Springboks ich pierwszą porażkę od 1938 roku, a pierwsza linia młyna z Forbesem w składzie zagrała także w kolejnych dwóch testmeczach. W 1954 roku zawodnik opuścił pierwszy mecz z Fidżi z powodu urazu, zagrał jednak w drugim z nich, w kolejnym roku z powodu ożenku wycofał się z występów reprezentacyjnych. Namówiony do powrotu w roku 1956 wziął udział w dwóch potyczkach z wizytującymi Południowoafrykańczykami. Łącznie zatem w latach 1953–1956 rozegrał dwadzieścia dwa spotkania, w tym sześć testmeczów dla Wallabies, w których jego partnerem na pozycji filara był Nicholas Shehadie.
Żona Patricia, synowie Brian, John Paul i Mark. Jego brat, Len, trzykrotnie zagrał dla Wallabies w roku 1958, choć nie w testmeczu.